# Rödrall
Rödrall (Aphanapteryx bonasia) är en utdöd art i familjen rallar som levde på Mauritius. Fågeln dog ut före 1700 på grund av jakt och habitatförstöring. 
Idag finns bara några ben och vissa mer eller mindre lyckade teckningar av djuret kvar. Enligt dessa var rödrallen ungefär 50 centimeter lång. Några av dessa teckningar och samtida beskrivningar förklarar att fågeln hade en röd eller rödbrun färg och att dess fjäderdräkt mera liknade en päls. Angående fågelns näbb finns olika uppgifter. Den var antingen nästan rak eller hade tydlig böjning.
Det finns även berättelser att rallen fokuserade på röda föremål. Enligt dessa skrifter gick det bra att locka och fånga en individ med hjälp av en bit rött tyg. De var också nyfikna, vilket blev deras fördärv. Köttet beskrevs som välsmakande.

## Taxonomi
Idag placeras arten i rallsläktet Aphanapteryx. Ibland förs också rodriguesrallen (Erythromachus leguati) hit. Dess taxonomiska placering har varit omdiskuterad och länge behandlades den som närbesläktad med dronten. På grund av detta har den en mängd synonymer:
- Apterornis bonasia Sélys-Longchamps, 1848
- Didus broeckii Schlegel, 1848 (efter van den Broeckes teckning)
- Didus herberti Schlegel, 1854 (efter Herberts teckning)
- Aphanapteryx imperialis Frauenfeld, 1868 (efter Hoefnagels målning)
- Pezophaps broeckii Schlegel, 1873
- Didus herbertii Salvadori, 1893
- Kuina mundyi Hachisuka, 1937 (efter Mundys teckning)